# Telecartofilia
Telecartofilia é o colecionismo de cartões telefônicos.
A telecartofilia chegou a possuir um grande número de adeptos, devido a que os cartões telefônicos terem sido baratos, fáceis de obter e manter, com temas variados e ilustrações atraentes.
Foi um hobby popular no Brasil de 1994 até o início da década de 2010. Atualmente, o colecionismo, bem como o próprio uso de cartões telefônicos, estão praticamente extintos no país.

## História
Até a década de 1990, telefones públicos de todo o mundo eram geralmente carregados com créditos a partir de moedas ou fichas telefônicas.
Com o advento da moderna tecnologia dos cartões telefônicos, as pessoas começaram a colecioná-los, separando-os e classificando-os por países, categorias, valores, temas ilustrativos, trocando-os e mesmo comercializando-os.
Com o tempo, algumas peças alcançaram valores expressivos nesse mercado, o que estimulou pessoas a colecioná-los como forma de investimento. Entre os fatores que determinavam a valorização de determinadas peças, encontravam-se a tiragem reduzida, uma série específica, defeitos de fabricação, personalidades do momento, cartões comemorativos, alusivos a eventos esportivos, culturais, entre outros.

### No Brasil
Muitos testes foram feitos a partir da implantação do projeto TP-Cartão pela Telebrás, ainda em 1987, à época ainda com o sistema da empresa inglesa General Electric Plessey Telecommunications. O sistema escolhido, entretanto, foi o indutivo, inventado pelo engenheiro brasileiro Nelson Guilherme Bardini.
No dia 5 de abril de 1992 a Telebrás apresentou o novo telefone público durante o Grande Prêmio do Brasil de Fórmula 1, em São Paulo, tendo o lançamento oficial ao público ocorrido durante a ECO-92 - conferência mundial da Organização das Nações Unidas sobre Meio Ambiente - realizada no Rio de Janeiro de 3 a 14 de junho do mesmo ano. Nessa ocasião foi lançada a primeira série, composta de oito modelos de cartões: Araras Azuis, Aves do Pantanal, Mico Leão Dourado, Tamanduá Bandeira, Vitória Régia I, Vitória Régia II, Jacarés e Tiê-Sangue. Em São Paulo, o primeiro Telefone Público a Cartão foi instalado em outubro de 1993 no Museu de Arte de São Paulo (MASP) quando foi lançado um cartão comemorativo com a fachada do museu.
Em 1994, a Telebrás lançou as primeiras séries, distribuindo-as para todo o país. Já em 1997 as companhias telefônicas estaduais de todo o Brasil lançaram as suas próprias séries.
O Sistema Telebrás foi privatizado em 29 de julho de 1998, dividido em Telesp, Tele Centro-Sul, Tele Norte-Leste e Embratel. A CRT, Algar Telecom, Ceterp e Sercomtel eram companhias independentes e não integraram esse leilão.
A privatização reduziu a variedade dos cartões disponíveis, e há quem aponte que houve perda na criatividade; enquanto as companhias estatais possuíam coleções com aspectos mais culturais, as empresas privatizadas passaram a apresentar cartões mais padronizados. Ainda que a Telefônica Brasil, em São Paulo, por exemplo, tenha mantido, através da Fundação  Telefônica, "e com reconhecidas organizações da sociedade civil, séries de cartões telefônicos com o objetivo de divulgar serviços,  disponibilizar  informações  de  interesse da sociedade e difundir causas sociais relevantes."
Em 2005, no entanto, a empresa realizou uma série de estampas temáticas sobre o Referendo do desarmamento, quando a série foi acusada de fazer apologia às armas. A partir daí, a empresa decidiu extinguir as estampas temáticas, o que representou um golpe na telecartofilia.
Durante a década de 2010 houve a popularização dos aparelhos celulares, o que ajudou a reduzir o uso de cartões telefônicos, e levou a telecartofilia no país ao declínio. Além do próprio uso maior de tais aparelhos ter tornado os telefones públicos pouco utilizados, as recargas automáticas de celular realizaram uma forte queda na produção e comércio de cartões telefônicos. Entre o trimestres final de 2011 e o inicial de 2012, a queda na venda de cartões telefônicos atingiu a margem de 48%.
Apesar disso, a telecartofilia foi ainda representada no 13º Encontro de Multicolecionismo do Ceará, em 2016.